# Nam Vân
Nam Vân là một phường thuộc thành phố Nam Định, tỉnh Nam Định, Việt Nam.

## Địa lý
Phường Nam Vân nằm ở phía nam thành phố Nam Định, phường được chia thành một phần phía đông và một phần phía tây, có vị trí địa lý:
- Phần phía đông phường Nam Vân giáp huyện Nam Trực.
- Phần phía tây phường Nam Vân:
  - Phía đông và phía nam giáp huyện Nam Trực
  - Phía tây giáp phường Năng Tĩnh và huyện Nam Trực
  - Phía bắc giáp phường Cửa Nam và phường Nam Phong.

Phường Nam Vân có diện tích 5,62 km², dân số năm 2022 là 7.637 người, mật độ dân số đạt 1.358 người/km².

## Lịch sử
Sau năm 1945, xã Nam Vân thuộc huyện Nam Trực.
Ngày 21 tháng 4 năm 1965, Ủy ban Thường vụ Quốc hội ban hành Quyết định số 103-NQ-TVQH về việc thành lập tỉnh Nam Hà trên cơ sở tỉnh Hà Nam và tỉnh Nam Định. Khi đó, xã Nam Vân thuộc huyện Nam Trực, tỉnh Nam Hà.
Ngày 26 tháng 3 năm 1968, Hội đồng Chính phủ ban hành Quyết định số 41-CP về việc thành lập huyện Nam Ninh trên cơ sở huyện Nam Trực và huyện Trực Ninh. Khi đó, xã Nam Vân thuộc huyện Nam Ninh.
Ngày 27 tháng 12 năm 1975, Quốc hội ban hành Nghị quyết về việc thành lập tỉnh Hà Nam Ninh trên cơ sở tỉnh Nam Hà và tỉnh Ninh Bình. Khi đó, xã Nam Vân thuộc huyện Nam Ninh, tỉnh Hà Nam Ninh.
Ngày 26 tháng 12 năm 1991, Quốc hội ban hành Nghị quyết về việc chia tỉnh Hà Nam Ninh thành tỉnh Nam Hà và tỉnh Ninh Bình. Khi đó, xã Nam Vân thuộc huyện Nam Ninh, tỉnh Nam Hà.
Ngày 6 tháng 11 năm 1996, Quốc hội ban hành Nghị quyết về việc chia tỉnh Nam Hà thành tỉnh Nam Định và tỉnh Hà Nam. Khi đó, xã Nam Vân thuộc huyện Nam Ninh, tỉnh Nam Định.
Ngày 2 tháng 1 năm 1997, Chính phủ ban hành Nghị định số 1-CP về việc chuyển xã Nam Vân thuộc huyện Nam Ninh về thành phố Nam Định quản lý.
Ngày 9 tháng 1 năm 2004, Chính phủ ban hành Nghị định số 17/2004/NĐ-CP về việc thành lập phường Cửa Nam trên cơ sở điều chỉnh 50 ha diện tích tự nhiên và 1.300 nhân khẩu của xã Nam Vân.
Sau khi điều chỉnh địa giới hành chính, xã Nam Vân còn lại 558,54 ha diện tích tự nhiên và 6.801 nhân khẩu.
Ngày 2 tháng 12 năm 2021, HĐND tỉnh Nam Định ban hành Nghị quyết số 63/2021/NQ-HĐND về việc:
- Thành lập xóm Trung Lợi trên cơ sở xóm Vân Lợi và xóm Vân Trung.
- Thành lập thôn Thượng Hữu trên cơ sở 3 xóm: 2, 4-5, 6.
- Thành lập Xóm 7 trên cơ sở Xóm 7A và Xóm 7B.

Tính đến ngày 31/12/2022, xã Nam Vân có 5,62 km² diện tích tự nhiên và quy mô dân số là 7.637 người.
Ngày 23 tháng 7 năm 2024, Ủy ban Thường vụ Quốc hội ban hành Nghị quyết số 1104/NQ-UBTVQH15 về việc sắp xếp đơn vị hành chính cấp huyện, cấp xã trên địa bàn tỉnh Nam Định (nghị quyết có hiệu lực từ ngày 1 tháng 9 năm 2024). Theo đó, thành lập phường Nam Vân trên cơ sở toàn bộ 5,62 km² diện tích tự nhiên và quy mô dân số là 7.637 người của xã Nam Vân.

## Danh nhân
- Nhà lãnh đạo Lê Đức Thọ (tên thật là Phan Đình Khải), thượng tướng Đinh Đức Thiện (tên thật là Phan Đình Dinh), đại tướng Mai Chí Thọ (tên thật là Phan Đình Đống): ba anh em ruột, quê ở thôn Địch Lễ.